# A Patotinha em Férias
A Patotinha Em Férias é o segundo álbum de estúdio lançado pelo grupo A Patotinha, em 1978. A formação era um quarteto constituído pelas integrantes: Kátia, Márcia, Mônica e Cecília. Obteve bom desempenho comercial, com vendas superiores a cem mil cópias e as canções foram apresentadas em vários programas de TV. Um compacto duplo com quatro de suas faixas foi lançado no mesmo ano.

## Produção e lançamento
Após o sucesso do primeiro álbum de A Patotinha, Brincando de Roda numa Discotheque, que trazia cantigas de roda adaptadas para o gênero musical em evidência na época: a música disco, a seleção de faixas de seu sucessor priorizou canções de sucesso dos anos de 1960 e 1970, além de faixas inéditas como "Tema da Patotinha".
O ano de 1979, foi proclamado como o Ano Internacional da Criança, a partir desse fato o produtor Paulo Idelfonso visou que o disco pudesse ser a trilha sonora de todas as comemorações que a data pudesse gerar. Convocou então Renato Teixeira, que era popular na época, para compor o que seria um hino para as crianças do mundo todo e assim nasceu a canção "Nosso Ano".
Entre as canções destaca-se também um medley com sucessos do cantor Roberto Carlos que inclui: O Calhambeque, Mexerico da Candinha, Jesus Cristo, Eu Quero Apenas, O Quintal do Vizinho e Além do Horizonte. Outros momentos do disco incluem canções da Jovem Guarda (movimento cultural brasileiro surgido em meados da década de 1960, que mesclava música, comportamento e moda), como O Pica-Pau e os sucessos de Celly Campelo: Estúpido Cupido e Banho de Lua.

## Recepção
Obteve bom desempenho comercial, sendo mais um dos álbuns do grupo a vender cerca de 100 mil cópias.

## Lista de faixas
- Créditos adaptados do encarte do LP A Patotinha Em Férias.[10]

Lado A
| N.º | Título | Compositor(es) | Duração |  |
| 1.  | "Tema da Patotinha"                                                                                                | Paulo Idelfonso H. Santisteban | 1:05    |  |
| 2.  | "Nosso Ano" (Ano 1 da Criança Brasileira)                                                                          | Renato Teixeira | 2:25    |  |
| 3.  | "O Pica-Pau / A Festa do Bolinha / O Bom Menino / Lili/ Papai Walt Disney"                                         | H. Santisteban, A. Cláudia Erasmo Carlos, Roberto Carlos Irany de Oliveira, Altamiro Carrilho S. Kaper, H. Deutsch, H. Barbosa A. V. Savona, G. Giacobetti e Espírito Santo                                 | 4:42    |  |
| 4.  | "O Bang-Bang / Jambalaya / Suzana / Bat Masterson / Que Tempo Bom"                                                 | J. Campos, H. Santisteban Hank Williams e Ariovaldo Pires N. Romão e L. Augusto B. Corwin, H. Wray e E. Borges Paulo Idelfonso, H. Santisteban e Cleide Dalto                                               | 4:28    |  |
| 5.  | "O Calhambeque / Mexerico da Candinha / Jesus Cristo / Eu Quero Apenas / O Quintal do Vizinho / Além do Horizonte" | Gwen, John D. Loudermilk e Erasmo Carlos Roberto Carlos e Erasmo Carlos | 6:35    |  |
| 6.  | "Os Pobres de Paris / Meu Tio / Marcelino Bom Menino / Que Será, Será"                                             | René Rouzaud, Marguerite Monnot e Júlio Nagib Frank Barcellini, Henri Content, J. C. Carriere e Fred Jorge Pablo Sorozabal, José Maria Sanchez e Ribeiro Filho Jay Livingston, Ray Evans e Nadir Corte Real | 3:47    |  |

Lado B
| N.º | Título | Compositor(es) | Duração |  |
| 1.  | "O Gato / Estúpido Cupido / Banho de Lua / Lacinhos Cor de Rosa / Biquíni de Bolinha Amarelinha Tão Pequenininho"          | Newton Miranda e M. José Neil Sedaka, Howard Greenfield e Fred Jorge Mickie Grant e Fred Jorge Pockriss, Vance e Hervé Cordovil | 4:03    |  |
| 2.  | "Zé Pereira / Caiu Na Rede / As Pastorinhas / Allah-lá-o / A Jardineira / Muito Bem (Como Vai, Como Vai) / Mamãe Eu Quero" | D.P., H. Santisteban e Paulo Idelfonso Vicente Long e Waldemar Camargo Noel Rosa e João de Barro Haroldo Lobo e Antônio Nássara Benedicto Lacerda e Humberto Porto Manoel Ferreira, Arrelia e Antônio Mojica Vicente Paiva e Jararaca | 4:05    |  |
| 3.  | "Danúbio Azul / Isso é A Felicidade / Domingo No Parque / Dominique / Canção da Criança"                                   | Strauss, A. Cláudia e Paulo Idelfonso Palito Ortega e Wagnésio Valentino Guzzo e Laerte Freire Soeur Sourire e Paulo Queirós Francisco Alves e René Bittencourt                                                                       | 3:41    |  |
| 4.  | "O Palhaço / A Praça / O Circo / A Rosa"                                                                                   | M. José e P. Moreira Carlos Imperial Sidney Miller Lourival Faissal | 2:32    |  |
| 5.  | "É Hora de Brincar / Atirei O Pau No Gato / O Passo do Elefantinho / A Casa"                                               | Heitor Carillo e Jobá D. P., Paulo Idelfonso Hal David, Henry Mancini e Ruth Bianco Vinícius de Moraes | 3:57    |  |
| 6.  | "Tema da Patotinha / O Mundo Vai Cantar / A Despedida"                                                                     | Paulo Idelfonso e H. Santisteban Archimedes Messina Erasmo Carlos | 4:28    |  |